# Backstage
Backstage je peti album američke pjevačice Cher koji je u srpnju 1968. godine izdala izdavačka kuća Imperial Records. Ovaj album je prvi u njenoj karijeri koji je doživio potpuni neuspjeh te se nije pojavio ni na jednoj top ljestvici. Album sadrži uglavnom obrade više i manje poznatih pjesama tog razdoblja. 

## Informacije o albumu
"Backstage" je izdan 1968. godine te je producent i ovaj put Sonny Bono koji je surađivao s Denis Pregnolatom i Harold R. Battiste Jr. te je istodobno i posljednji samostalni album Cher koji je izdala podružnica izdavačke kuće Liberty Records, Imperial Records. 
Album je bio komercijalno neuspješan i nije proizveo ni jednu hit singlicu. "The Click Song" i "Take Me For A Little While" su izdane kao singlice ali se nisu pojavile na top ljestvicama. 10 od 12 pjesama je godine 1970. izdala izdavačka kuća Sunset Records (još jedna podružnica Liberty Recordsa) pod nazivom This Is Cher (pjesme "A House is Not a Home" i "Song Called Children" nisu bile uvrštene u popis). 
Album je 2007. godine reizdan na CD-u s kompilacijom njenih do tada najvećih hitova pod nazivom Golden Greats.
Popis pjesama:
Strana A
1. "Go Now" (Larry Banks, Milton Bennett	) 3:56
2. "Carnival" (Luiz Bonfá, Antônio Maria) 3:26
3. "It All Adds Up Now" (Doug Sahm) 2:57
4. "Take Me for a Little While" (Trade Martin) 2:40
5. "Reason to Believe" (Tim Hardin) 2:26
6. "Masters of War" (Bob Dylan	) 4:09

Strana B
1. "Do You Believe in Magic" (John Sebastian) 2:36
2. "I Wasn't Ready" (Dr. John Creaux, Jessie Hill) 2:59
3. "A House Is Not a Home" (Burt Bacharach, Hal David) 2:14
4. "Click Song" (Miriam Makeba)2:53
5. "The Impossible Dream" (Joe Darion, Mitch Leigh) 2:26
6. "Song Called Children" (Bob West) 3:35

## Produkcija
- glavni vokal: Cher
- producent: Sonny Bono
- producent: Denis Pregnolato
- aranžer: Harold Battiste Jr.
- inženjer zvuka: Stan Ross
- fotografija: Sonny Bono
- umjetničko usmjerenje: Woody Woodward